# Eric Rohman
Eric Wilhelm Rohman, född 18 maj 1891 i Nyköpings östra församling i Nyköping, död 6 januari 1949 i Sankt Görans församling i Stockholm, var en svensk tecknare, illustratör och reklamkonstnär.

## Uppväxt och privatliv
Eric Rohman föddes 1891 i Nyköping. Han växte upp och gick i skolan i Helsingborg. Efter att han hade avslutat sin grundutbildning så utbildade han sig till frisör. Han märkte tidigt att hans stora passion var att teckna men att han även var intresserad av skådespeleri. Ett par år av sin ungdom tillbringade han som elev hos Carl Wilhelmson på konsthögskolan i Göteborg. Under denna tid tjänade han pengar på att göra annonsillustrationer till tidningar.
Rohman var känd för att vara äventyrlig och med en enkel segelbåt seglade han över Östersjön; han åkte även längst fram i antiförbudsbilen inför folkomröstningen 1922.
Eric Rohman är begravd på Norra begravningsplatsen utanför Stockholm.

## Bokillustrationer och översättningar
Som illustratör tecknade och formgav han ett flertal bokomslag och böcker, bland annat 50 dikter av Anna Maria Lenngren ("satta i musik av Elis Ellis, med vignetter och helsidesteckningar i ljustryck av Eric Rohman", Elkan & Schildknecht, 1921). År 1923 översatte han Victor Hugos Samhällets olycksbarn (Kulturförlaget, 1922).

## Affischer
Inledningsvis arbetade han med linoleummåleri med avseende för tryck i en vanlig bokpress. Rohman hade erfarenhet av att jobba med träsnitt, men linoleum var mer lättarbetat och något som använts i större utsträckning på landsortstryckerier. Han utvecklade denna metod i bildkonstens tjänst och i storlekar som tidigare inte använts. Dessutom var materialet billigt att arbeta med. 
I den tyska tidskriften Das Plakat skrevs det 1921 att bara fanns en man som arbetade med affischkonst på heltid, och det var Rohman. I slutet på 1940-talet lämnade 4 till 5 affischer hans ritbord i veckan, och han sade i en intervju att han genom sitt liv målat mer än 7000 affischer.
Rohman målade framförallt filmaffischer men målade även ett fåtal reklamaffischer, bland annat några affischer åt Bondeförbundet.
När Rohman vann affischtävlingen till filmen Hans nåds testamente 1940 så använde han sig av en egen stil och med hjälp av skuggeffekter. Han använde sig också av en siluett i olika nyanser för att skapa en känsla av djup.

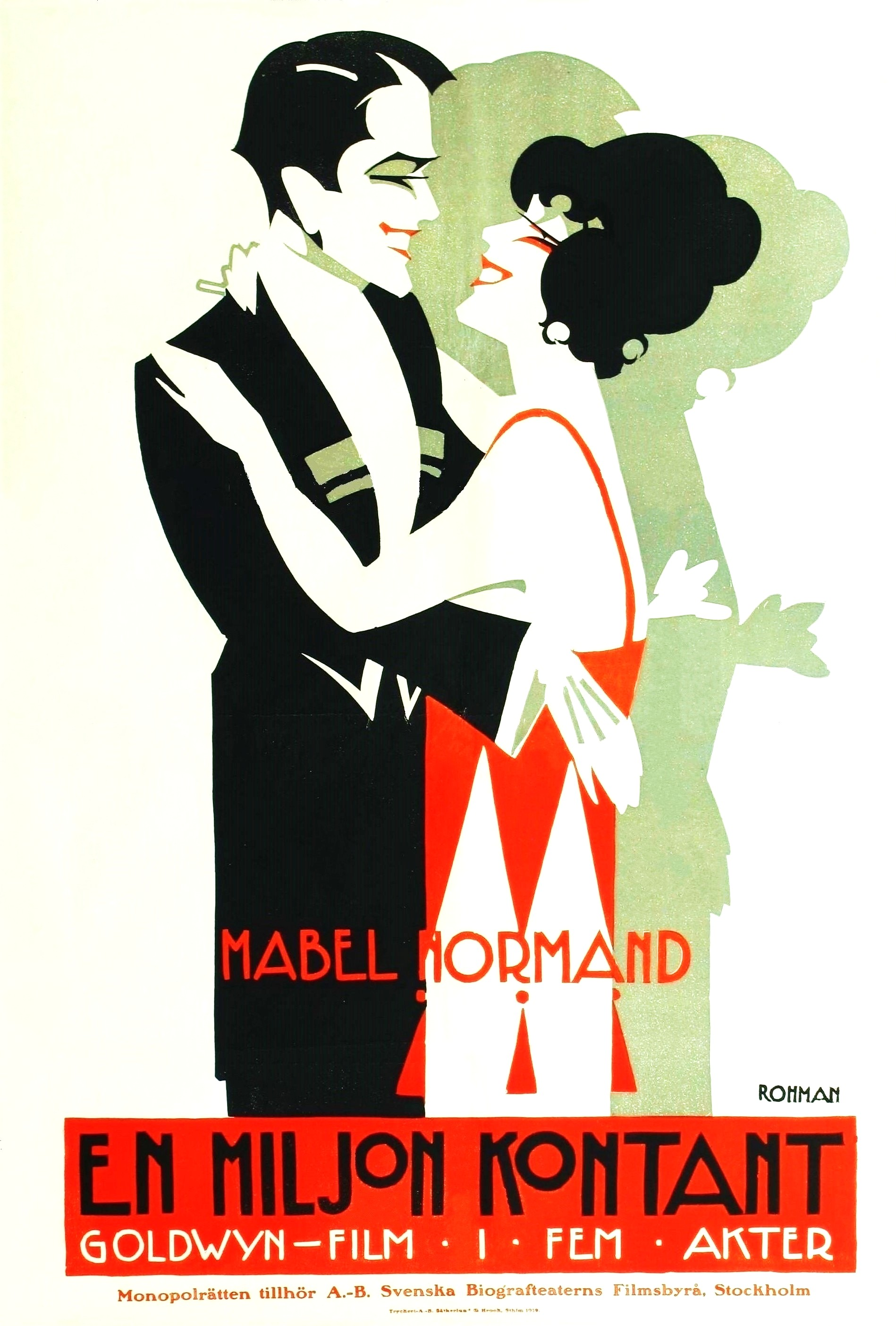
Dodging a Million från 1918 med Mabel Normand.
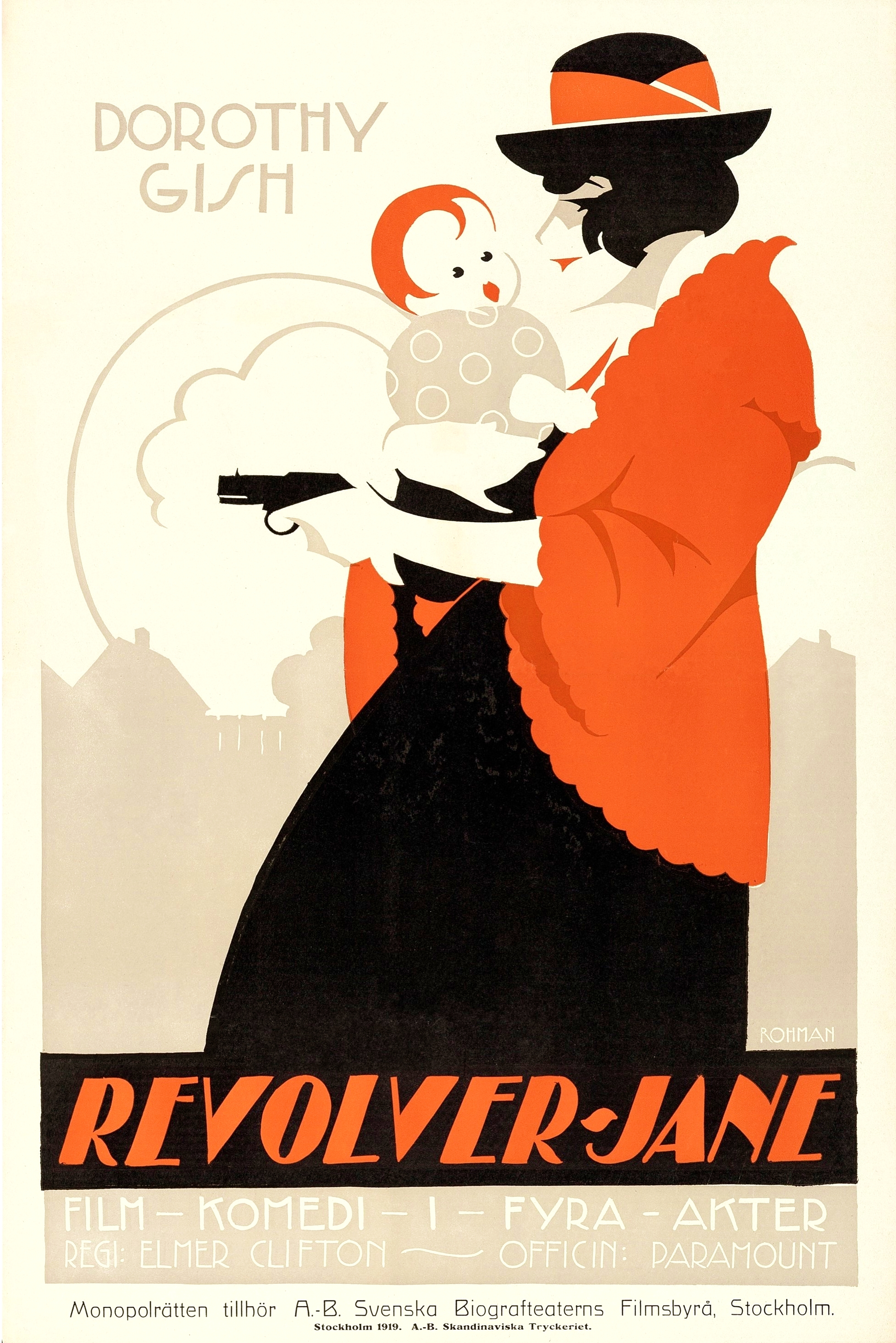
Battling Jane från 1918 med Dorothy Gish.
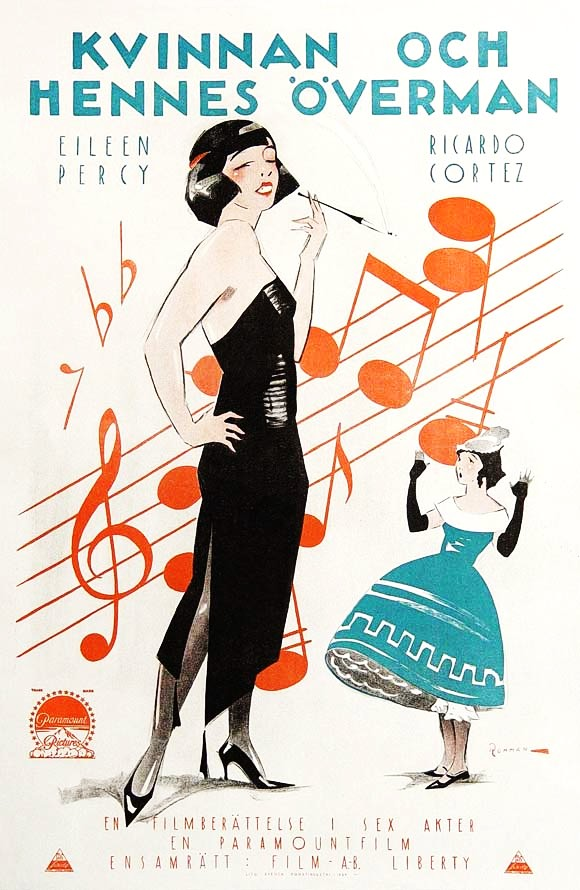
Children of Jazz från 1923 med Ricardo Cortez.
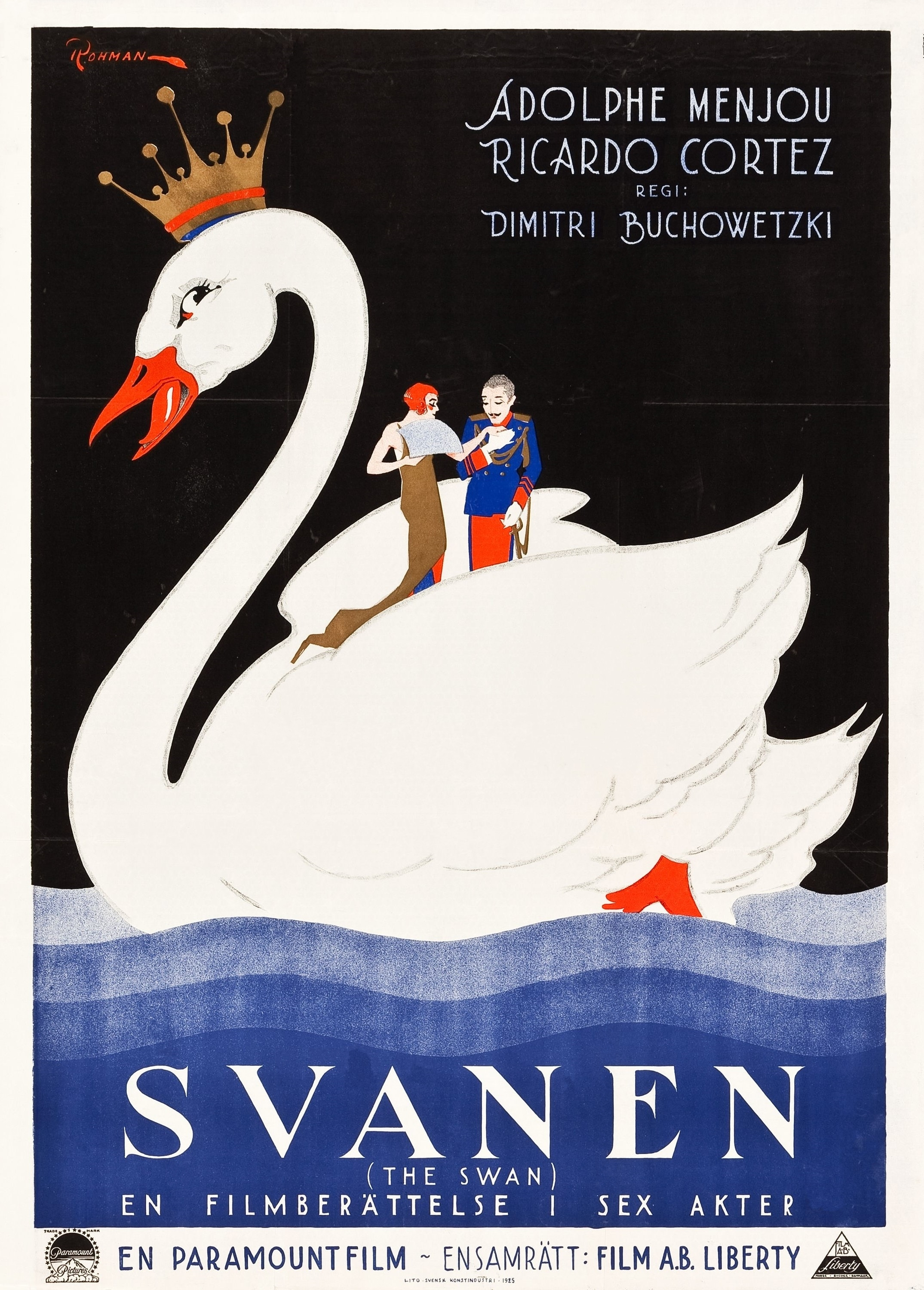
The Swan från 1925 med Adolphe Menjou.